# Al-Kufajr
Al-Kufajr (arab. الكفير) – miejscowość w Syrii, w muhafazie Idlib. W 2004 roku liczyła 1567 mieszkańców.